# Reszka

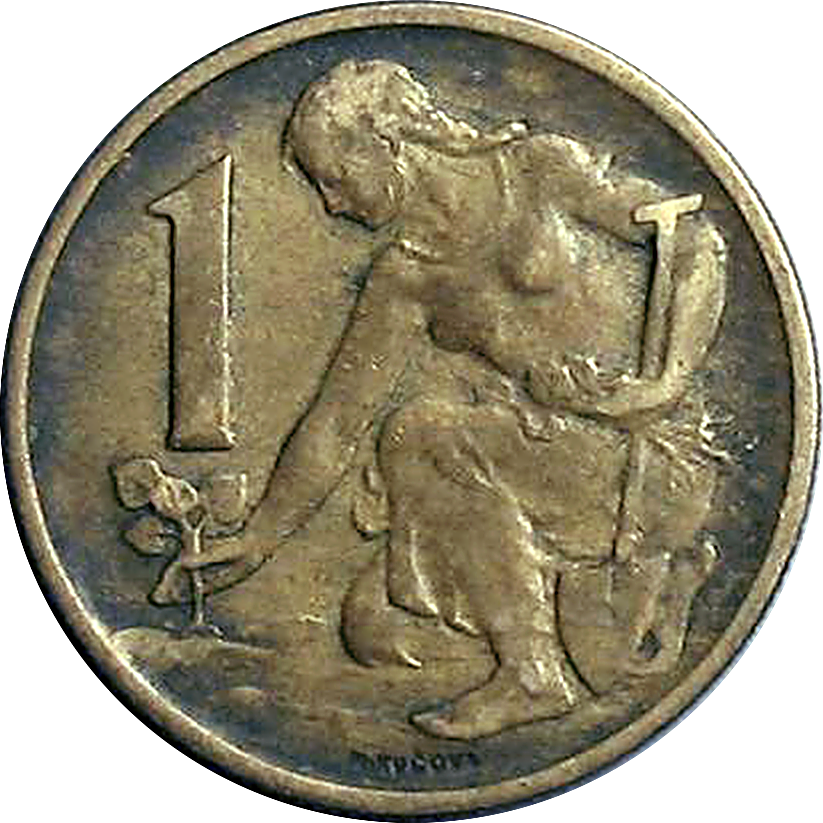
Reszka korony czechosłowackiej

Reszka (z ros. решка) – potoczne określenie rewersu – strony monety zawierającej zwykle nominał bądź rysunek związany z okolicznością jej wybicia. Jest przeciwieństwem awersu – strony monety zawierającej godło państwowe bądź wizerunek panującego.
Nazwa pochodzi od słowa решка z języka rosyjskiego. Reszka to skrót od słowa решётка, które oznacza kratę, kratownicę i którym określano skomplikowany wzór na monetach przed rewolucją.